# Брачелли, Джованни Баттиста
Джованни Баттиста Брачелли, также Джованни Брацце по прозванию «Биджо» (итал. Il Bigio  — хмурый, пасмурный; итал. Giovanni Battista Bracelli, Braccelli, Brazzè; 1584?, Генуя — 1650?, floruit 1616—1649) — итальянский художник-маньерист, рисовальщик, живописец и гравёр.

## Биография
Родился во Флоренции. По одним данным был учеником живописца Якопо да Эмполи, по другим — Джулио Париджи. Однако проблемой остаётся его отождествление с двумя другими художниками с таким же именем: один — ученик и соавтор Эмполи (Джованни Пьетро ди Никколо де Брачелли, 1592 — ?), другой Джованни Баттиста Брачелли работал в Генуе, был учеником Джованни Баттиста Паджи, который в свою очередь являлся учеником Луки Камбьязо, и скончался в 1609 году в возрасте 25 лет.
Брачелли из Флоренции успешно работал в этом городе и в Ливорно между 1616 и 1635 годами. Как живописец он был среди молодых художников, создателей росписи плафона Каза-Буонарроти во Флоренции. Однако более известен в качестве рисовальщика и гравёра. С 1626 жил в Риме. Последняя работа датирована 1649 годом.

## Творчество
Брачелли получил известность благодаря сборнику из пятидесяти сатирических гравюр под названием «Странности различных фигур» (Bizzarie di Varie Figure)), который был издан в 1624 году в Ливорно и был посвящен дону Пьетро Медичи.
На гравюрах изображены человеческие фигуры, составленные из различных предметов и геометрических форм: ящиков, досок, коробок, кухонных инструментов, пружин и веток. Геометризованные воображаемые существа поражают изобретательностью художника. Отчасти они напоминают современных «роботов». На этом основании некоторые исследователи с большим преувеличением считают Брачелли предшественником кубизма и сюрреализма. Более обоснованно сравнение Брачелли с другими необычными мастерами итальянского маньеризма, такими как Джузеппе Арчимбольдо и Лука Камбьязо. Однако нет никаких документов, свидетельствующих о том, что Брачелли был знаком с творчеством Арчимбольдо, представляющим собой «ироническое возвеличивание обжорства и гастрономического великолепия», в то время как в гравюрах Брачелли «угловатая сухость или предмет обихода заменяют человеческие формы, плоть и кости».
Вместо этого Брачелли мог соприкоснуться с рисунками Луки Камбьязо, который проводил своеобразные исследования творческого метода Микеланджело, связанного с представлением фигуры человека внутри куба. Рисунки Камбьязо были хорошо известны, поскольку их воспроизводили в гравюрах и издавали в виде альбомов. Эстетика маньеризма связывала геометризацию форм с теориями красоты и гармонии. Другим вероятным источником вдохновения Брачелли являются костюмы и движения актёров Комедии дель Арте, в частности «маски» Арлекина и Капитана, которые также были известны в Тоскане того времени. Некоторые из гравюр Брачелли изображают человеческие эмоции, например, гравюры с танцующими или борющимися фигурами.
Не менее удивительной является другая работа Брачелли «Фигурный алфавит» (Alfabeto figurato), в таких рисунках буквы алфавита составлены из фигурок людей, или «Лесные фигуры», составленные из стилизованных листьев и плодов, или русалок со змеиными хвостами, цепляющихся за ветки деревьев. Похожий алфавит был награвирован другим художником-маньеристом Джузеппе Мителли.
В Кабинете рисунков и гравюр галереи Уффици во Флоренции хранятся одиночные листы гравюр Брачелли, датированных 1630 годом, с причудливыми персонажами, играющими на воображаемых и небывалых музыкальных инструментах: «Фигуры с музыкальными инструментами и зарослями» (Figure Con Instrumenti Musicali E Boscarecci). Они используют лезвия ножей вместо смычков; играют на «морской трубе», представленной в виде весла или странного инструмента в форме конуса.
Брачелли также писал ведуты античного Рима. В других его живописных работах можно увидеть сходные с гравюрами элементы, такие как геометрическое построение некоторых деталей и стилизация складок одежды.
Необычное творчество Джованни Баттиста Брачелли было основательно забыто в XIX веке, но открыто заново благодаря статье, опубликованной в 1928 году во французском альманахе «Любитель эстампов» (L’Amateur d’estampes). В 1929 году о художнике написал Кеннет Кларк в журнале «Ежеквартальное издание коллекционера гравюр» (Print Collector’s Quarterly). Румынский поэт и эссеист Тристан Тцара, связанный с сюрреализмом и дадаизмом, в 1963 году опубликовал факсимиле сборника «Странности различных фигур» (Bizzarie di Varie Figure), взятого из коллекции Розенвальда, хранящейся в Библиотеке Конгресса США. Этот экземпляр является самым полным из всех существующих.

## Офорты сборников «Фигуры с музыкальными инструментами и зарослями» и «Странности различных фигур»
- Играющие на тромбоне и змеином корнете
- Молния и дерево
- Люди-ящики
- Люди-треугольники
- Фигуры в косую клетку
- Фигуры-пружины
- Фигуры-инструменты
- Чертёжники